# Stirling Moss
Sir Stirling Craufurd Moss (West Kensington, 1929. szeptember 17. – Mayfair, 2020. április 12.) angol autóversenyző, Formula–1-es pilóta. Gyakran nevezik a legnagyobb versenyzőnek, aki nem szerzett világbajnoki címet.

## Fiatalkora
1929. szeptember 17-én született Londonban. Szülei is szenvedélyes autóversenyzők voltak. Apja Alfred Moss a 16. lett az 1924-es indianapolisi 500-on, húga, Pat Moss pedig rali versenyeken indult. Stirling kedvelte a lovassportokat, kezdetben még egyensúlyban voltak hajlamai a lovaglás és az autósport között. Miután megkapta Cooper 500-asát, hamar bizonyította tehetségét számos futamgyőzelmével, nemzetközi szinten is. Részt vett a Formula–3-ban, 1952-ben pedig második lett a Monte-Carlo-ralin, amelyen társa John Cooper volt. 1954-ben első külföldiként nyerte meg a Sebringi 12 órás autóversenyt.

## Formula–1
Moss először 1951-ben indult Formula–1-es versenyen (egy HWM-mel), első dobogós helyezését az 1954-es belga nagydíjon szerezte egy Maserati 250F-fel.
Tehetségére felfigyelt Alfred Neubauer, a Mercedes csapatvezetője, és 1955-től a Mercedes versenyzője lett, ahol csapattársa a többszörös világbajnok Juan Manuel Fangio volt.
A brit nagydíjon, hazai versenyén szerezte meg első győzelmét, mindössze két tizedmásodperccel ért célba célba Fangio előtt (a verseny első négy helyezettje mind a Mercedes versenyzője volt). Ezzel Moss lett az első brit, aki a brit nagydíjon győzött.

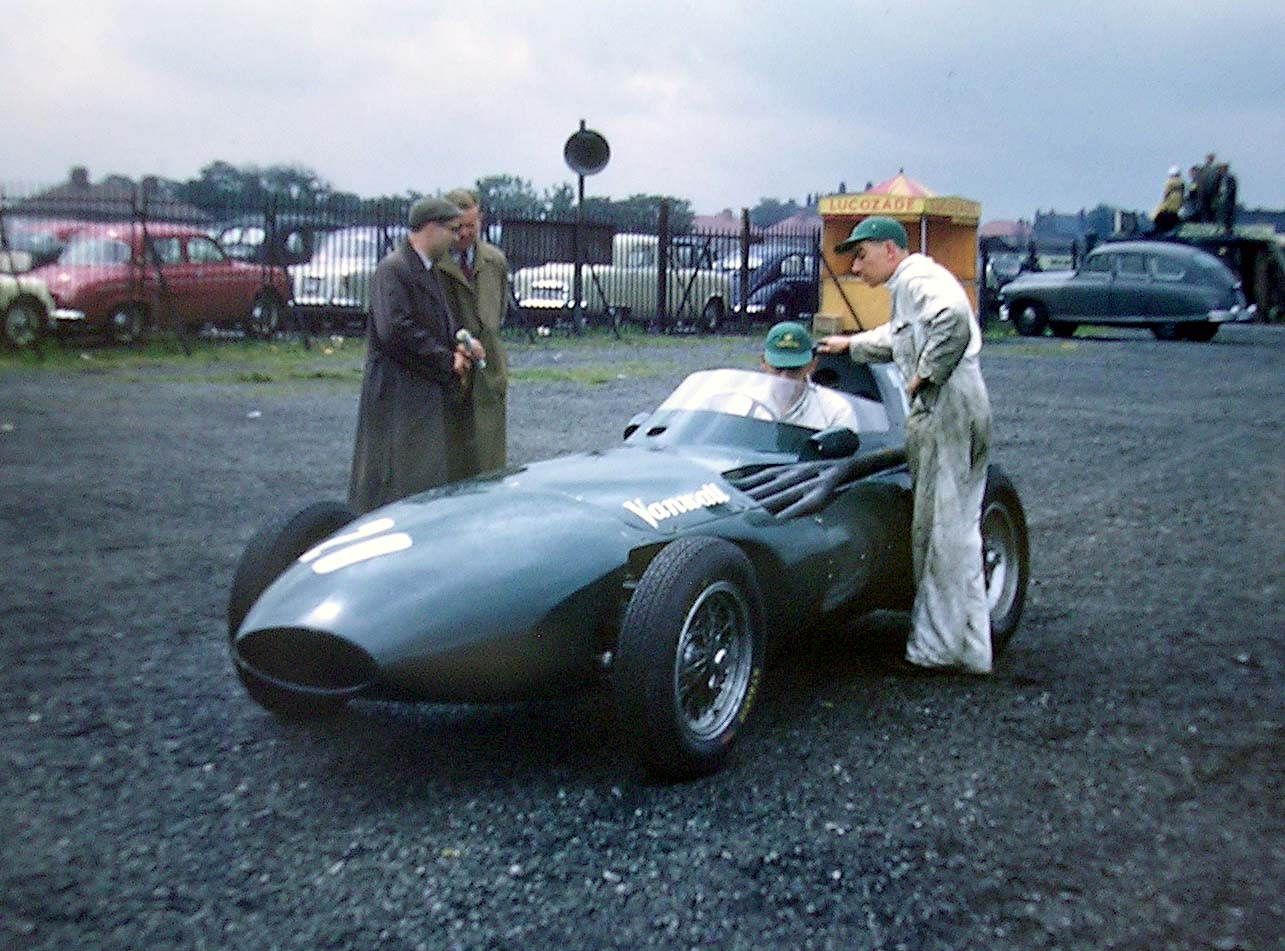
Moss Tony Brooksszal megosztva (a Vanwall VW5-tel az 1957-es brit nagydíjon) megszerezte az első brit konstruktőri győzelmet

Egyik legemlékezetesebb versenye az 1955-ös Mille Miglia volt, amelyet rekord idővel, 10 óra, 7 perc, 48 másodperccel fejezett be a Mercedes 300 SLR-rel, és amelyen majdnem fél órával a második helyezett előtt ért célba.
Az év végén a Mercedes a Le Mans-i tragédia miatt kivonult a motorsportból, Moss 1956-ban a Maseratinál versenyzett. Monacói és az olasz nagydíjon aratott győzelme révén 1955 után ismét második lett a bajnokságban.
1957-ben és 1958-ban a brit Vanwall csapat versenyzője volt, mindkét évben második lett az egyéni bajnokságban. 1957-ben Moss vezette a brit nagydíjat, de motorhiba miatt ki kellett állnia a boxba. Csapata behívta Tony Brookst, aki átadta autóját. Moss így visszaállhatott a versenybe, amelyet végül meg is nyert. Ez volt a Vanwall első futamgyőzelme, ami egyben az első brit konstruktőri győzelem a Formula–1-ben.
Moss ezt követően még győzött Pescarában, amely a valaha volt leghosszabb pályán (25 km) rendezett verseny a Formula–1-ben. A második helyezett Fangio több, mint három perccel később ért célba Moss mögött. A brit megnyerte az évadzáró olasz nagydíjat, majd győzött a következő, évadnyitó argentin nagydíjon is.
1958-ban a ferraris Mike Hawthornnal küzdött a bajnoki címért.
A portugál nagydíj utolsó körében Hawthorn motorja felmondta a szolgálatot, de áttolta a célvonalon, és a második helyen, több mint ötperces hátrányban klasszifikálták. A győztes Moss annyira sportszerű volt, hogy kiállt ellenfele mellett, akit a leintés után kizártak, mivel ellentétes irányban tolta autóját. Moss szavait figyelembe véve, miszerint a manőver nem a pályán történt, nem büntethetik meg menetiránnyal szembeni haladás miatt Hawthornt, így megtarthatta a második pozíciót. Hawthorn ennek köszönhetően hét pontot szerzett, és az év végén 1 ponttal, de megelőzte Mosst, és lett az első brit világbajnok.

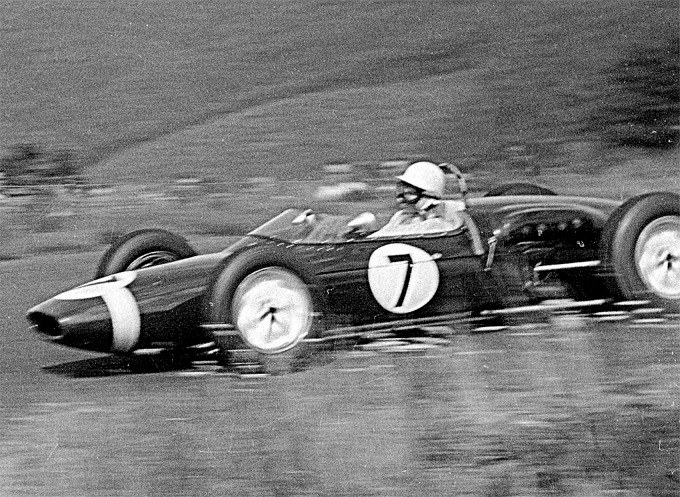
Moss a Nürburgringen 1961-ben

Moss a Formula–1 mellett sportautó-versenyeken is részt vett. Három egymást követő évben (1958–1960) győzött az 1000 km-es nürburgringi versenyen.
A Vanwall visszavonulását követően, 1959-től Rob Walker privát csapatának versenyzője volt. Az első évben győzött Portugál és az olasz nagydíjon, 1960-ban pedig megnyerte a monacói nagydíjat. Belgiumban az edzésen súlyos balesetet szenvedett a "Burnenville" kanyarban, ezt követően kihagyott három versenyt, így az évad jelentős részében nem is versenyzett. Felépülése után győzött Kaliforniában, Riverside-ban, ami az évad utolsó versenye volt.
1961-től a motorok hengerűrtartalmát 1,5 literre korlátozták, az évet a Ferrarik uralták, ennek ellenére Moss a gyenge Climax-motors Lotusszal győzött Monacóban és a Nürburgringen, az év végén harmadik lett a bajnokságban.
1962-ben Moss indult a nem világbajnoki Glover Trophy elnevezésű versenyen egy Lotusszal, Goodwoodban. Moss súlyos balesetet szenvedett, aminek következtében egy hónapra kómába esett, bal oldala hat hónapra részlegesen lebénult. Bár felépült sérüléséből, a visszavonulás mellett döntött egy következő évi tesztje után.
Pályafutása során számos különböző márkával versenyzett, de mindig előnyben részesítette a brit versenyautókat, állítva, hogy "jobb becsületesen veszíteni egy brit autóval, mint győzni egy külföldivel". Moss győzelmek tekintetében sokáig a legsikeresebb brit versenyző volt, rekordját Nigel Mansell döntötte meg több évtizeddel később.
2016-ban egy szingapúri nyaralása során elkapott egy súlyos mellkasi fertőzést, ennek következtében öt hónapot töltött kórházban. 2018-ban bejelentette, hogy végleg visszavonul a nyilvános szerepléstől, mivel az egészségi állapota nagyon leromlott. 2020. április 12-én reggel hunyt el családja körében 90 éves korában. A mai napig ő a legsikeresebb Formula–1-es versenyző a 16 győzelmével, aki sohasem nyert világbajnoki címet. Sorozatban négyszer végzett 2. helyen 1955 és 1958 között, majd háromszor is a 3. lett összetettben.

## Eredményei

### Teljes Formula–1-es eredménysorozata
| Év   | Csapat            | 1       | 2      | 3      | 4       | 5         | 6      | 7      | 8       | 9      | 10     | 11    | Helyezés | Pont    |
| ---- | ----------------- | ------- | ------ | ------ | ------- | --------- | ------ | ------ | ------- | ------ | ------ | ----- | -------- | ------- |
| 1951 | HWM               | SUI 8   | 500    | BEL    | FRA     | GBR       | GER    | ITA    | ESP     |        |        |       | –        | 0       |
| 1952 | HWM ERA Connaught | SUI Ki  | 500    | BEL Ki | FRA     | GBR Ki    | GER    | NED Ki | ITA Ki  |        |        |       | –        | 0       |
| 1953 | Connaught Cooper  | ARG     | 500    | NED 9  | BEL     | FRA Ki    | GBR    | GER 6  | SUI     | ITA 13 |        |       | –        | 0       |
| 1954 | Maserati Vanwall  | ARG     | 500    | BEL 3  | FRA     | GBR Ki    | GER Ki | SUI Ki | ITA 10  | ESP Ki |        |       | 13.      | 4 1/7   |
| 1955 | Mercedes          | ARG 4 † | MON 9  | 500    | BEL 2   | NED 2     | GBR 1  | ITA Ki |         |        |        |       | 2.       | 23      |
| 1956 | Maserati          | ARG Ki  | MON 1  | 500    | BEL 3 * | FRA 5 *   | GBR Ki | GER 2  | ITA 1   |        |        |       | 2.       | 27 (28) |
| 1957 | Maserati          | ARG 8   | MON Ki | 500    | FRA     | GBR 1 ‡   | GER 5  | PES 1  | ITA 1   |        |        |       | 2.       | 25      |
| 1958 | Rob Walker        | ARG 1   | MON Ki | NED 1  | 500     | BEL Ki    | FRA 2  | GBR Ki | GER Ki  | POR 1  | ITA Ki | MOR 1 | 2.       | 41      |
| 1959 | Rob Walker BRP    | MON Ki  | 500    | NED Ki | FRA Kiz | GBR 2     | GER Ki | POR 1  | ITA 1   | USA Ki |        |       | 3.       | 25½     |
| 1960 | Rob Walker        | ARG 3 џ | MON 1  | 500    | NED 4   | BEL Ni    | FRA    | GBR    | POR Kiz | ITA    | USA 1  |       | 3.       | 19      |
| 1961 | Rob Walker        | MON 1   | NED 4  | BEL 8  | FRA Ki  | GBR Ki ** | GER 1  | ITA Ki | USA Ki  |        |        |       | 3.       | 21      |

† A helyezést Hans Herrmann-nal és Karl Klinggel közösen érte el.
* A helyezést Cesare Perdisával közösen érte el.
‡ A helyezést Tony Brooksszal közösen érte el.
џ A helyezést Maurice Trintignant-nel közösen érte el, és emiatt nem kaptak pontot.
** Miután a versenyen Moss kiesett, Jack Fairmannel közös autóval folytatta a nagydíjat egy Ferguson-Climax-szal, de utólag diszkvalifikálták őket.

## Külső hivatkozások
- Mercedes SLR McLaren Moss emlékére